# سيرفاندو كاراسكو
سيرفاندو كاراسكو (بالإنجليزية: Servando Carrasco)‏ (13 أغسطس 1988 بكورونادو في الولايات المتحدة - ) هو لاعب كرة قدم أمريكي في مركز الوسط. لعب مع أورلاندو سيتي وسبورتينغ كانساس سيتي وسياتل ساوندرز ولوس أنجلوس غلاكسي وهيوستن دينامو.

## وصلات خارجية
- سيرفاندو كاراسكو على موقع الدوري الأمريكي (الإنجليزية)
- سيرفاندو كاراسكو على موقع قاعدة بيانات كرة القدم.إي يو (الإنجليزية)
- سيرفاندو كاراسكو على موقع Soccerbase.com (لاعب) (الإنجليزية)
- سيرفاندو كاراسكو على موقع Soccerway.com (الإنجليزية)
- سيرفاندو كاراسكو على موقع عالم كرة القدم.نت (الإنجليزية)
- سيرفاندو كاراسكو على موقع AS.com (الإسبانية)